# Vieux-Pont
Vieux-Pont är en kommun i departementet Orne i regionen Normandie i nordvästra Frankrike. Kommunen ligger i kantonen Écouché som tillhör arrondissementet Argentan. År 2022 hade Vieux-Pont 200 invånare.

## Befolkningsutveckling
Antalet invånare i kommunen Vieux-Pont
| Referens: INSEE |